# Cybaeus bryoncavus
Espèce
Cybaeus bryoncavus est une espèce d'araignées aranéomorphes de la famille des Cybaeidae.

## Systématique
L'espèce Cybaeus bryoncavus a été décrite en 2021 par l'arachnologue canadien Robb Bennett (d) dans une publication coécrite avec Claudia Copley (d) et Darren Copley (d).

## Distribution
Cette espèce est endémique de Californie aux États-Unis,. Elle se rencontre dans le comté d'Amador.

## Description
La carapace du mâle holotype mesure 2,7 mm de long sur 2,03 mm.

## Publication originale
- (en) Robb Bennett, Claudia Copley et Darren Copley, « Cybaeus (Araneae: Cybaeidae) in the Nearctic: the devius and tardatus species groups of the Californian clade », Zootaxa, Magnolia Press (d), vol. 5026, no 4,‎ 27 août 2021, p. 451-479 (ISSN 1175-5334 et 1175-5326, OCLC 49030618, DOI 10.11646/ZOOTAXA.5026.4.1).